# 尾島沙緒里
尾島 沙緒里（おじま さおり、1991年5月23日 - ）は、フリーアナウンサー。TBSスパークル（旧：キャスト・プラス）所属。

## 来歴・人物
埼玉県さいたま市出身。
跡見学園中学校・高等学校、慶應義塾大学法学部政治学科を卒業後、2014年4月に山口朝日放送に入社。同期入社は浅野航平・宇野名都美・山崎彩紗。入社後は主に『Jチャンやまぐち』などニュース番組を担当した。
2015年、テレビ朝日に出向し政治部記者を1年間務める。
2016年からキャスト・プラス（後にTBSスパークルへ吸収合併）所属のフリーアナウンサーとなり、同年4月より『TBSニュースバード』（現 『TBS NEWS』）にキャスターとして出演。同期加入の上野愛奈（1991年8月16日生）と共に、平成生まれ&1990年代生まれ初のニュースバードキャスターとなった。
趣味は読書とホラー映画鑑賞。
資格は日本漢字能力検定2級、実用英語技能検定2級、ロシア語能力検定試験3級を所持している。

## 現在の担当番組
- TBS NEWS（2019年4月 - ）

## 過去の担当番組

### 山口朝日放送時代
- Jチャンやまぐち（2014年5月 - 2015年3月27日）
- アサデス。九州・山口（2014年5月22日）
- どきどきマルシェ（2014年6月12日）
- アナカフェ（不定期出演）
- yabニュース（不定期出演）

### フリー転向後の担当番組
- TBSニュースバード（現 TBS NEWS）（2016年4月 - 2019年4月）